# Hof van Rameyen
Het Hof van Rameyen is een waterkasteel in Gestel, een deelgemeente van Berlaar in de Belgische provincie Antwerpen. Het kasteel, waarvan de kern vermoedelijk teruggaat tot een waterburcht uit de 13e-14e eeuw, evolueerde tot een 16e-eeuws renaissancekasteel, dat in latere eeuwen meerdere malen verbouwd en gerestaureerd werd. Een van zijn bekendste bewoners was Nicolaas Rubens, de tweede zoon van Peter Paul Rubens, die er zijn laatste jaren sleet. 
Een monumentale smeedijzeren ingangspoort aan de Rameyenstraat leidt doorheen een kastanjedreef via het poortgebouw naar een driehoekig binnenplein met de 18e-eeuwse kasteelhoeve en dienstgebouwen. Het kasteel zelf is een luxueus verblijf van bijna 4.000 m2 met 10 slaapkamers-met-badkamer, en beschikt over expositie- en kantoorruimtes, en ontspanningsfaciliteiten zoals een fitness, zwembad en tennisterreinen. In de kapel van het kasteel ligt een unieke majolica-tegelvloer uit de 16e eeuw, wellicht de oudste dergelijke vloer in de Benelux.
Het kasteel staat in een 72 hectare (720.000 m2) groot landschapspark met aanplantingen van onder meer sequoia's, magnolia's, cipressen, kastanjelaars, linden, en enkele monumentale siervazen. Verder op het domein nog bos, velden en weilanden. 

## Restauraties
Het kasteel werd onder meer gerestaureerd rond 1850. Herstellingswerken volgden begin 20e eeuw. door bouwmeester Jules Bilmeyer. In 1996-2001 werden kasteel en bijgebouwen grondig gerestaureerd door architect Rutger Steenmeijer en interieurvormgever Axel Vervoordt. Bij een grondige opfrissing in 2015-2020 werd het gebouw herschilderd in okergeel.

## Eigenaars
Als eerste eigenaar wordt reeds in 1303 Jan II Berthout genoemd. Latere eigenaars waren onder meer de familie van Immerseel, jonkheer B. Le Cocq (1635-1643), familie Nicolaas Rubens (1643-1759), baron De Celles (1759-1815), P.J.A. Le Grelle (1816-1896), N.J.A. de Cock (1896-?). Eigenaars in de 21e eeuw waren de N.V. De Groene Nete, met aandelen in handen van de familie De Gruyter (1995-2015), en sedert 2015 de N.V. Hof van Rameyen, met aandelen in bezit van de familie Van Gansewinkel. Na de dood van Leo Van Gansewinkel in 2019 besloot de familie het goed opnieuw te verkopen.

## Kasteelhoeve
De kasteelhoeve die tot het domein behoort, is zelf bouwkundig erfgoed. De hoeve dateert uit het 2e kwart 18e eeuw, en omvat een woonstalhuis, schuur met paardenstal en koetshuis, bakhuis en moestuin.